# Ígor Kovalenko
Ígor Kovalenko (en letó: Igors Kovaļenko; en rus: Игорь Викторович Коваленко; nascut el 29 de desembre de 1988 a Novomoskovsk, Ucraïna), és un jugador d'escacs ucraïnès, que representa internacionalment Letònia, i que té el títol de Gran Mestre des de 2011.
A la llista d'Elo de la FIDE del desembre de 2021, hi tenia un Elo de 2668 punts, cosa que en feia el jugador número 1 (en actiu) de Letònia, i el número 70 del rànquing mundial. El seu màxim Elo va ser de 2702 punts, a la llista de l'agost de 2015 (posició 44 al rànquing mundial).

## Resultats destacats en competició
Kovalenko va obtenir el títol de Mestre Internacional el 2008 i el de Gran Mestre el 2011. El 2013 es proclamà campió de Letònia, i va repetir el títol en l'edició de 2014. El maig de 2015 guanyà el Campionat Obert d'Hongria a Zalakaros, per damunt d'Avital Boruchovsky i Markus Ragger. El juliol de 2015 fou campió del vuitè Memorial Najdorf amb 8 punts de 9 i una performance de 2902 punts, i hi obtingué el premi de 5.000 euros.
El gener del 2016 fou campió del 100è Memorial Keres amb 9 punts d'11, després de guanyar a Jan-Krzysztof Duda i Piotr Svídler i fer taules a la darrera ronda contra Borís Guélfand.
El maig 2016 fou subcampió d'Europa individual, a Đakovica (Kosovo), amb 8½ punts d'11, a mig punt del campió Ernesto Inàrkiev. El 2017 empatà als llocs 3r-6è al Festival d'Escacs de Zalakaros, amb Víktor Mihalevsky, Tamir Nabaty i Márkus Róbert.

### Participació en olimpíades d'escacs
Kovalenko ha participat, representant Letònia, en una Olimpíada d'escacs l'any 2014 en el 2n tauler, amb un resultat de (+5 =4 –2), per un 63,6% de la puntuació.